# Emphytoecia niveopicta
Emphytoecia niveopicta är en skalbaggsart som beskrevs av Leon Fairmaire och Germain 1864. Emphytoecia niveopicta ingår i släktet Emphytoecia och familjen långhorningar. Inga underarter finns listade i Catalogue of Life.